# Johann Christoph Rudolph
Johann Christoph Christian Rudolph (* 3. November 1723 in Marburg; † 28. Februar 1792 in Erlangen) war ein deutscher Rechtswissenschaftler und Hochschullehrer.

## Leben
Johann Christoph Rudolph wurde als Sohn von Sebastian Rudolph, Verwalter des Elisabeth-Hospitals, und dessen Ehefrau Christine Elisabeth, jüngste Tochter des Johann Christoph Huth, Inspektor der Burg zu Friedberg in der Wetterau, geboren. Von seinen Geschwistern sind namentlich bekannt:
- Johann Philipp Julius Rudolph (* 7. Dezember 1792 in Erlangen; † 5. März 1797 ebenda), Mediziner, Forschungsreisender und Hochschullehrer.

Nach dem Besuch des Gymnasiums Marburg bei den Lehrern Abt, Hempel und Sandrock, entschloss er sich zu einem Theologie- und Philosophie-Studium an der Universität Marburg und hörte Vorlesungen bei Johann Konrad Spangenberg. 1745 wechselte er zur Universität Halle und wechselte zu einem Studium der Rechtswissenschaften, nachdem er Vorlesungen bei Johann Peter von Ludewig gehört hatte. Von da aus ging er nach Bayreuth und war dort als Redakteur der Erlangischen gelehrten Anmerkungen und Nachrichten tätig. Er  zog 1748 nach Erlangen, weil der akademische Senat der Universität Erlangen forderte, dass der Druck der Zeitung in Erlangen erfolgen müsse, dort setzte er auch sein Rechtsstudium an der Universität fort und hörte Vorlesungen bei Johann Gottlieb Gonne (1713–1758).
Minister Ulrich Heinrich von Lauterbach (1687–1764) übertrug ihm die Verteidigung in einem Rechtsstreit des Hauses Brandenburg gegen einen Teil der Reichsritterschaft. Er nahm sich dieses Falles an und verteidigte in einigen Schriften so erfolgreich, dass er die Gunst des Markgrafen Friedrich III. erwarb, der ihm in seinen Schriften daraufhin Zensurfreiheit gestattet und ihn bereits im Mai 1754 zum außerordentlichen Professor der Philosophie und der Rechte an der Universität Erlangen ernannte, obwohl er erst 1755 seinen Magister erhielt. Er begann seine Vorlesungen mit seiner Antrittsrede Quam noxius sit ei, qui ad solidam jurisprudentiae cognitionem adspirat, neglectus studiorum, quae vocant, subsidiorum. 
In der Philosophie neigte er zum Wolffianismus. 
1756 promovierte er zum Dr. jur. Zu dieser Zeit gab er auch seine Redakteurs-Tätigkeit auf und wurde 1758 vierter ordentlicher Professor der Rechte und hielt hierzu seine Antrittsrede de naturalisni juridicinoxis am 29. März 1759. 1760 rückte er zum dritten Professor der Rechte auf und wurde im März 1762 Mitglied der juristischen Fakultät. 1767 legte er seine philosophische Lehrstelle nieder und übte nur noch seine juristische Lehrstelle aus. 1769 nahm er die Herausgabe der Erlangischen gelehrten Anmerkungen und Nachrichten bis 1784 wieder auf. 1778 wurde er erster Professor seiner Fakultät. Sein Fachgebiet war Bürgerliches, Lehens- und Kriminalrecht.
1770 ernannte ihn Markgraf Karl Alexander zum Hofrat.
Johann Christoph Rudolph war verheiratet. Seine beiden Söhne waren:
- Johann Achatius Rudolph († 1797), Professor der Rechtswissenschaften an der Universität Erlangen;
- Johann Philipp Julius Rudolph (1767–1801), Stadtphysicus in Windsheim.

Vier Wochen nach seinem Tod hielt der Geheime Kirchenrat Georg Friedrich Seiler eine Gedächtnispredigt für Johann Christoph Rudolph.

## Mitgliedschaften
- 1755 wurde er ordentliches Mitglied der Akademie der Wissenschaften in Erlangen.
- Am 20. September 1759 wurde er als Ehrenmitglied von der Deutschen Gesellschaft in Erlangen ernannt.

## Schriften (Auswahl)
- Xenophons Feldzug des jüngern Cyrus, nebst dem Rückzug derer zehntausend Griechen; aus dem Französischen des Nicolas Perrot d’Ablancourt übersetzt. Nebst einer Vorrede von M. Paul Longolius. Hof 1747.
- Compendium historiae litterariae novissimae, oder Erlangische gelehrte Anmerkungen und Nachrichten. 1748.
- Des Abtes Guyon Geschichte von Ostindien, alter sowohl als neuerer Zeiten, in 3 Theilen. Aus dem Französischen (1744) übersetzt, mit Anmerkungen. Frankfurt und Leipzig. Hof bei Grau 1749.
- Diss. philos. de ultimis voluntatibus jure naturae validis. Erlangae 1753.
- Vindiciae territorialis potestatis imperii Romano-germanici, adversus exemtiones Nobilium. Erlangae 1753.
- Progr. adit. de Codice canonum, quem Hadrianus I. Carolo M. dono dedit. Erlangae 1754.
- Repetitae vindiciae territorialis potestatis adversus exemtiones Nobilium, Göttingensibus vindiciis libertatis oppositae. Erlangae 1755.
- Diss. Observationes de jure emigrandi et transmigrandi subditorum, eorumque expulsione et translatione in genere. Erlangae 1756.
- Diss. inaug. jurid. de accessione picturae. Erlangae 1756.
- Entwurf einer allgemeinen Geschichte der in Teutschland geltenden Reichsgesetze. Erlangae 1757.
- Prolusio de lapsu decenii ad revocationem verbalem testamenti non necessario; nomine Frid. Laur. Haspel patri suo natalitia gratulantis. Erlangae 1758.
- Progr. adit. de vetere legum collectione, vulgo Jus Caesareum dicta. Erlangae 1759.
- Diss. pro loco de effectu metus in pactis et contractibus. Erlangae 1762.
- D. de criminibus delictorum carnis ut plurimum accessoriis. Erlangae 1763.
- De transplantatione subditorum in locum emigrationis vel expulsionis religionis causa non substituenda, ad J. P. O. artic. V. §. 36. Erlangae 1768.
- Nova commentatio de Codice canonum, quem Hadrianus J. P. R. Carolo M. dono dedit. Erlangae 1777. (Digitalisat)